# Point Pleasant Park

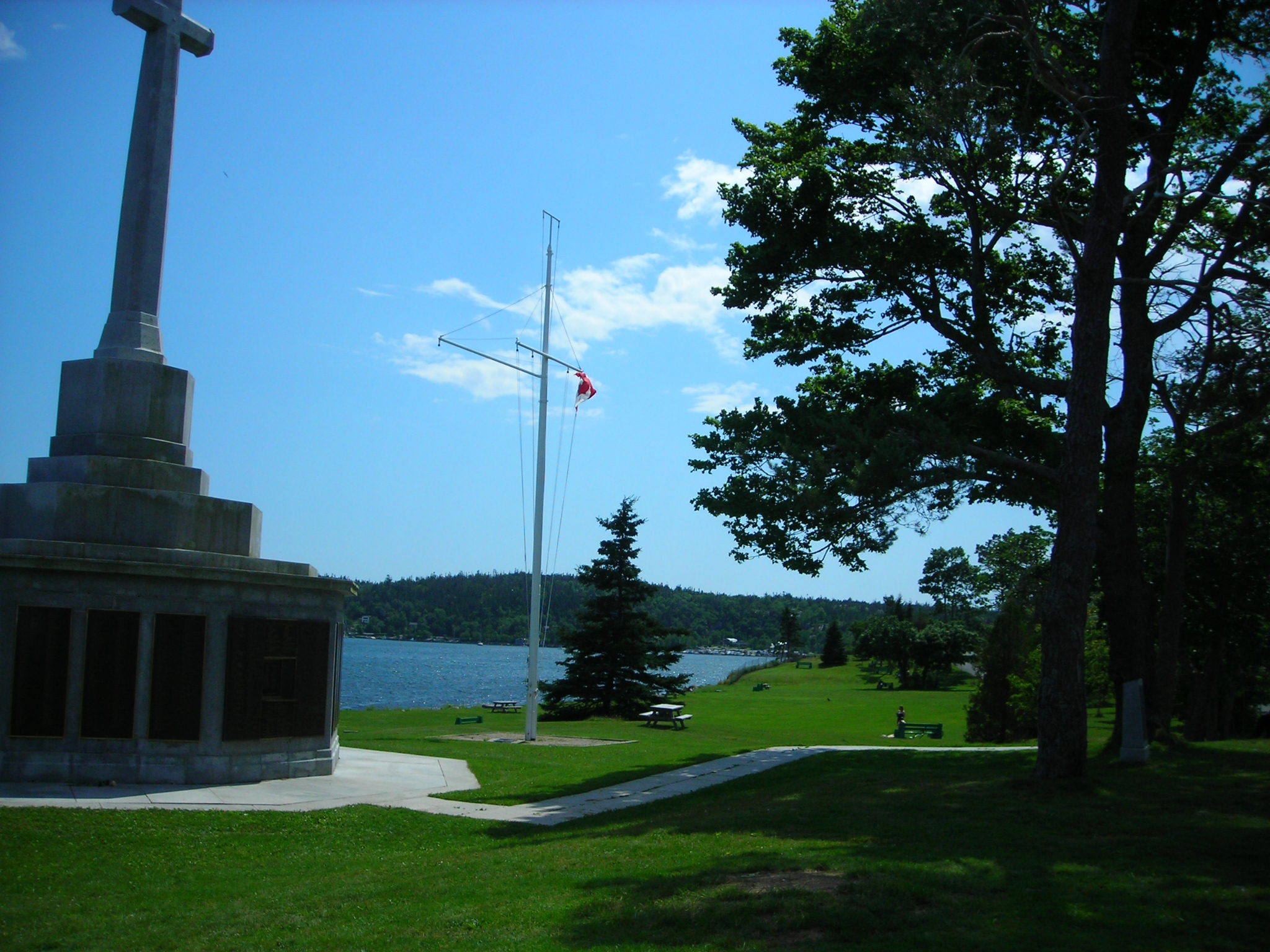
Point Pleasant Park mit Gedenkplatz

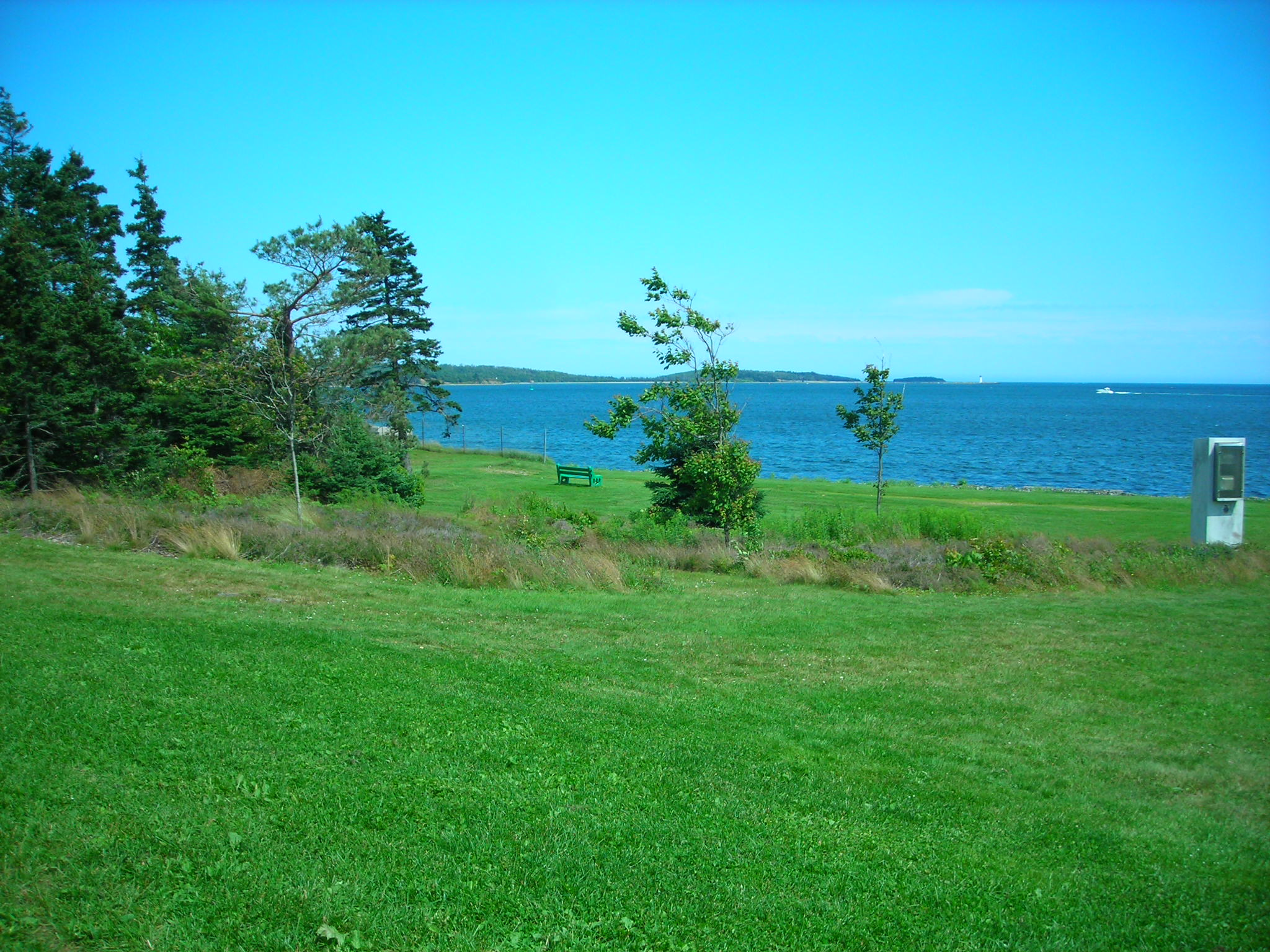
Aussicht vom Park aus

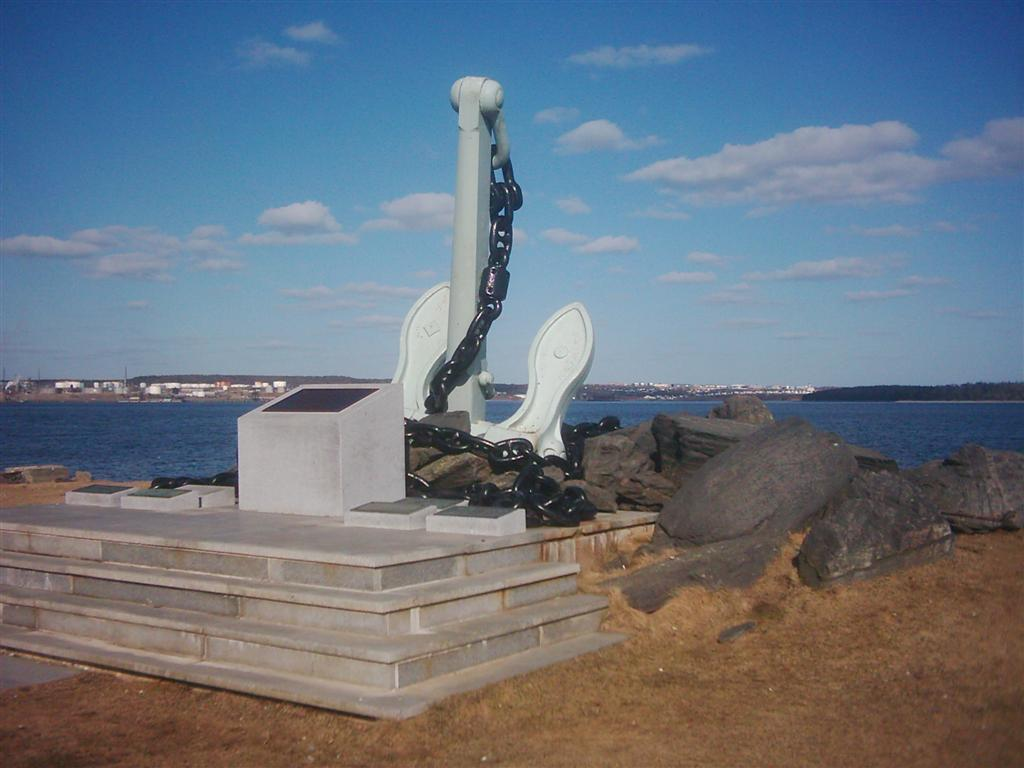
Gedenkplatz der gefallenen Soldaten der Weltkriege

Der Point Pleasant Park ist ein großer Stadtpark auf der Halbinsel Nova Scotia, südlich von Halifax in Kanada. Auf dem Platz wurden einst mehrere Artillerie-Batterien, die für die Weltkriege dienten, gelagert. Der Park ist sehr beliebt aufgrund seiner direkten Lage am Atlantik und wird gerne aufgrund seiner Aussicht auf den Atlantik besucht. Des Weiteren findet man auf dem Platz mehrere historische Bauten wie die Martello-Türme. Der Park umfasst eine Fläche von rund 75 Hektar.
Im Jahr 2000 hatte die kanadische Canadian Food Inspection Agency die Fällung von 10.000 Bäumen geplant, da sich eine Käferplage abzeichnete. Dies wurde jedoch gerichtlich durch eine Klage der Friends of Pt. Pleasant Park gestoppt. Stattdessen wurden jedoch nur 2000 Bäume gefällt, um die Käferplage besser bekämpfen zu können.

## Geschichte
Edward Cornwalls kam 1749 in Nova Scotia unter dem Befehl der englischen Regierung an, eine militärische Einrichtung sowie eine Bevölkerung auf der Halbinsel mit 4000 Soldaten einzurichten. Halifax entwickelte sich schnell als strategisch wertvoll für die Britische Regierung und ihre Verbündeten.
Es wurden insgesamt sieben militärische Befestigungsanlagen errichtet: Chain Rock, Chain Battery, Point Pleasant Battery, Northwest Arm Battery, Fort Ogilvie, Prince of Wales Tower und Cambridge Battery. Viele dieser Anlagen wurden wiederaufgebaut oder restauriert und sind teilweise älter als 200 Jahre. Die ersten Schutzeinrichtungen wurden 1762 errichtet.
Chain Battery und Chain Rock waren Befestigungsanlagen, die den Zweck hatten, das nordwestliche Areal abzusichern. Im Gegensatz zu anderen Anlagen wurden diese nicht wiederaufgebaut und befinden sich heute in dem Zustand, wie sie damals zurückgelassen wurden.
1929 verließen viele Soldaten die Stellungen und kehrten erst zum Beginn des Zweiten Weltkrieges im Jahre 1938 wieder zurück. Der Martello Tower spielte während des Krieges eine wichtige Rolle, genauso wie die zahlreichen anderen Befestigungs- und Sicherungsanlagen auf dem Gelände bis zum Kriegsende. Das Fort Ogilvie und die Cambridge Battery wurden aufgewertet und ausgebaut und mit modernen Waffen ausgestattet. Eine dieser Kanonen ist heute noch in der Festung Fort Ogilvie ausgestellt.